# Rimba Sekampung (Dumai Barat)
Rimba Sekampung is een bestuurslaag in het regentschap Dumai van de provincie Riau, Indonesië. Rimba Sekampung telt 14.364 inwoners (volkstelling 2010).